# 湖熟街道
湖熟街道，是中华人民共和国江苏省南京市江宁区下辖的一个乡镇级行政单位。 原为湖熟镇，以湖熟文化闻名。

## 行政区划
湖熟街道下辖以下地区：
河南社区、湖熟社区、和进社区、龙都社区、周岗社区、金桥社区、新农社区、杨柳湖社区、双新社区、尚桥社区、晶明村、三界村、丹桂村、新跃村、耀华村、河北村、东阳村、万安村、和平村、钱家村、徐慕村和绿杨村。

## 中国传统村落
2013年8月，前杨柳村获批第二批中国传统村落。